# Mantowarka

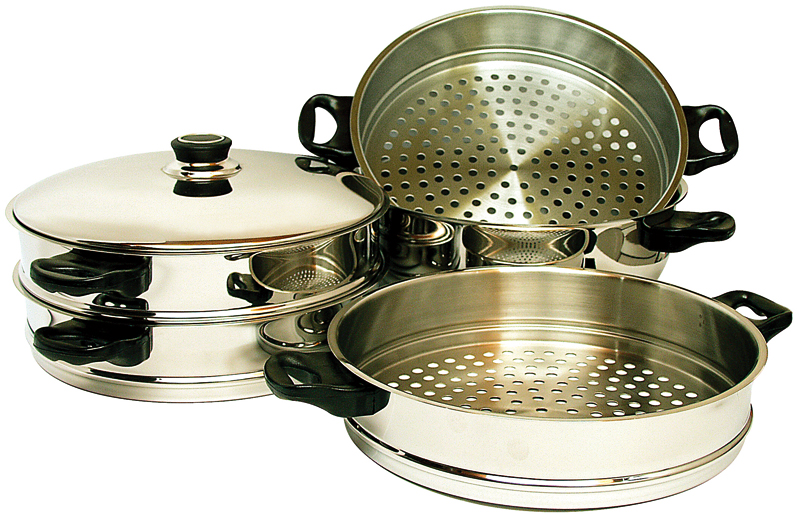
Mantowarka aus Edelstahl

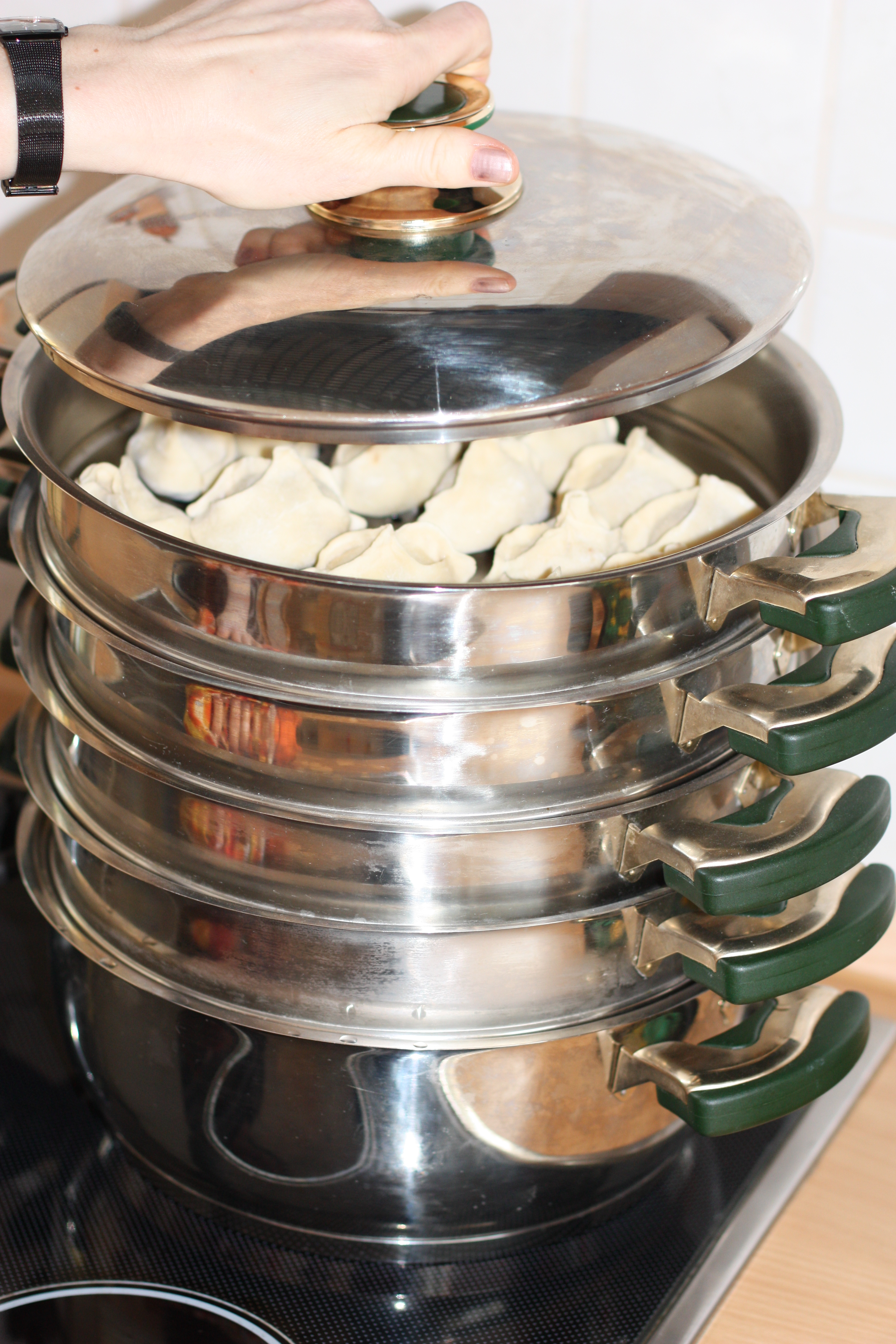
Mantowarka (mehrstöckiger Dampftopf) mit Manty

Die Mantowarka (russ.: Мантоварка; wörtlich: Manti-Kochtopf; варить/warit = kochen) oder Mantyschniza (russ.: Мантышница) ist ein spezieller Dampfgartopf zur Herstellung von Manty, gefüllten Teigtaschen ähnlich den Pelmeni. Sie ist in der russischen Küche weit verbreitet. Ihren Ursprung festzustellen, ist schwierig, da es in Russland, Kasachstan, Usbekistan, Afghanistan, Armenien, Baschkortostan und der Türkei vergleichbare Gerichte gibt, die auch sehr ähnliche Namen tragen wie Mantı oder Mante, und mit ähnlichen Kochgeräten hergestellt werden.
Die Mantowarka besteht im Wesentlichen aus einem Topf und mehreren stapelbaren Aufsätzen, die einen gelochten Boden haben, und arbeitet nach dem Prinzip eines Dampfgarers. Im untersten Teil, dem Topf, wird Wasser erhitzt. Der dadurch entstehende Dampf zieht durch die Löcher der Aufsätze nach oben und gart dabei die in Schichten darüberliegenden Manty.